# Omocestus
Genre
Omocestus est un genre d'orthoptères caelifères de la famille des Acrididae.

## Distribution
Les espèces de ce genre se rencontrent en Asie, en Europe et en Afrique du Nord.

## Liste des espèces
Selon Orthoptera Species File (3 avril 2010) :
- Omocestus (Dreuxius) Defaut, 1988
  - Omocestus alluaudi Uvarov, 1927
  - Omocestus antigai (Bolívar, 1897) - Criquet catalan
  - Omocestus bolivari Chopard, 1939
  - Omocestus femoralis Bolívar, 1908
  - Omocestus lecerfi Chopard, 1937
  - Omocestus lepineyi Chopard, 1937
  - Omocestus minutissimus (Brullé, 1832)
  - Omocestus navasi Bolívar, 1908
    - Omocestus navasi bellmani - Criquet du Canigou

  - Omocestus uhagonii (Bolívar, 1876-1878)
- Omocestus (Haplomocestus) Tarbinsky, 1930
  - Omocestus caucasicus Tarbinsky, 1930
- Omocestus (Omocestus) Bolívar, 1878
  - Omocestus africanus Harz, 1970
  - Omocestus aymonissabaudiae Salfi, 1934
  - Omocestus cuonaensis Yin, 1984
  - Omocestus demokidovi Ramme, 1930
  - Omocestus enitor Uvarov, 1925
  - Omocestus haemorrhoidalis (Charpentier, 1825) - Criquet rouge-queue
  - Omocestus harzi Nadig, 1988
  - Omocestus heymonsi (Ramme, 1926)
  - Omocestus hubeiensis Wang & Li, 1994
  - Omocestus lopadusae La Greca, 1973
  - Omocestus lucasii (Brisout de Barneville, 1850)
  - Omocestus megaoculus Yin, 1984
  - Omocestus minutus (Brullé, 1832)
  - Omocestus motuoensis Yin, 1984
  - Omocestus nadigi Harz, 1987
  - Omocestus nanus Uvarov, 1934
  - Omocestus nigripennus Zheng, 1993
  - Omocestus nyalamus Hsia, 1981
  - Omocestus panteli (Bolívar, 1887)
  - Omocestus petraeus (Brisout de Barneville, 1855) - Criquet des grouettes
  - Omocestus raymondi (Yersin, 1863) - Criquet des garrigues
  - Omocestus rufipes (Zetterstedt, 1821) - Criquet noir-ébène ou Criquet noir ébène
  - Omocestus simonyi (Krauss, 1892)
  - Omocestus tibetanus Uvarov, 1939
  - Omocestus tzendsureni Harz, 1970
  - Omocestus uvarovi Zanon, 1926
  - Omocestus viridulus (Linnaeus, 1758) - Criquet verdelet ou Criquet smaragdin
  - Omocestus znojkoi Mishchenko, 1951
- sous-genre indéterminé
  - Omocestus defauti Sardet & Braud, 2007
  - Omocestus fontanai Massa, 2004
  - Omocestus laojunshanensis Mao & Xu, 2004
  - Omocestus maershanensis Mao & Xu, 2004
  - Omocestus pinanensis Zheng & Xie, 2001
  - Omocestus qinghaiuensis Zheng & Xie, 2001
  - Omocestus xinjiangensis Liu, 1995
  - Omocestus zhenglanensis Zheng & Han, 1998

## Référence
- (es) Bolívar, 1878 : Sinopsis de los ortópteros de España  y Portugal. Cuarta Parte. Anales Real Sociedad Espanola de Historia natural, vol. 7, p. 63-129.